# Диспозиција (право)
Диспозиција је основни и централни елемент правне норме. Она садржи примарну заповест понашања која од обавезног субјекта тражи да изврши одређене дужности према овлашћеном субјекту и на тај начин диспозиција уређује односе у друштву. Уколико се не испуни примарна заповест диспозиција следи алтернативна заповест санкција која се у крајњој мери спроводи државним монополом силе.
С обзиром на начин на који је изражена заповест разликујемо четири врсте диспозиције: 
1. Наређујуће или позитивне
2. Забрањујуће или негативне
3. Овлашћујуће
4. Декларативне.

## Апсолутно одређене диспозиције
Апсолутно одређене диспозиције у праву представљају диспозиције које немају никакву алтернативу. Оне су у облику у ком јесу и не могу бити никако другачије.

## Релативно одређене диспозиције
Релативно одређене диспозиције су диспозиције код којих постоје одређене могућности замене или промене диспозиције. Релативно одређене диспозиције су: 
1. Диспозиције са недовољно дефинисаним појмовима.
2. Диспозиције са дирекционим овлашћењем.
3. Алтернативне диспозиције
4. Диспозитивне диспозиције.

#### Диспозиције са недовољно дефинисаним појмовима
Због ограничености језика неке појмове имамо непрецизно дефинисане па као последицу тога јављају се диспозиције са недовољно дефинисаним појмовима. Примери за овакве диспозиције били би на пример Брза вожња или васпитање. То су одређени појмови које људи схватају различито и немају јасну и прецизну дефиницију.

#### Диспозиције са дирекционим овлашћењем
Диспозиције са дирекционим овлашћењем су још и познате као диспозиције са слободном оценом. То су ситуације у којима сам државни апарат може да бира између више диспозиција за ону која је по њему најбоља. У том избору треба да се прати начело законитости и дужан је да бира диспозицију која ће највише одговарати потребама случаја.

#### Алтернативне диспозиције
Алтернативне диспозиције дају слободу адресату да бира једну од понуђених диспозиција. На пример при склапању брака лица се одлучују која ће презимена носити.

#### Диспозитивне диспозиције
Познате такође као и замењиве дају субјекту да донесе своју сопствену одлуку тј да сами створе диспозицију. Адресант је дозволио адресату да сам обликује правну норму у одређеном случају.